# Estació de Motors
Motors era un projecte d'estació del metro de Barcelona on està previst que s'aturin trens de la L10 quan es reprengui el projecte paralitzat.
Aquesta estació forma part del tram 2 de la L9/L10 (ZAL | Riu Vell - Zona Universitària), disposarà d'ascensors i escales mecàniques. Se situarà a l'avinguda de la Zona Franca, a l'altura del carrer Motors, en la futura zona residencial de la Marina del Prat Vermell.
La previsió inicial era obrir l'estació l'any 2007, però donats els contratemps, s'estimà que es posaria en funcionament l'any 2014. La previsió actual és inaugurar-la en l'any 2028.
| Metro de Barcelona             |             |       |     |                        |
| Procedència/Destinació         | <           | Línia | >   | Procedència/Destinació |
| Pratenc                        | Zona Franca | obres | Foc | Gorg                   |
| Font ampliació: PDI 2009-2018. |             |       |     |                        |

## Història
Aquesta estació apareix projectada dins del traçat d'un dels ramals de la L9 (L10) en el PDI 2001-2010. El 15 d'octubre del 2010 la Generalitat de Catalunya va adjudicar la construcció, conservació, manteniment i explotació de l'estació, per un període de 30 anys, a un consorci format per les empreses Dragados, Comsa Emte Concessions i ACSA Obres i Infraestructures.
El 12 de març del 2011, quan ja estava construït el túnel i les andanes, el conseller de Territori i Sostenibilitat, Lluís Recoder, va anunciar que a causa d'un retallada pressupostària, l'entrada en servei de l'estació quedava posposada indefinidament. D'aquesta manera, els accessos i vestíbuls no seran construïts fins a la urbanització del futur barri de la Marina del Prat Vermell, al qual ha de donar servei. La previsió actual és inaugurar-la entre l'any 2025 i 2026.
Article principal: L10 del metro de Barcelona